# Villa Massimo Colonna
Villa Massimo Colonna era uma villa que ficava na fronteira dos riones Ludovisi e Sallustiano, em uma posição elevada cercada por árvores altas, incluindo canteiros de palmeiras, avenidas de cipreste e campos inclinados de frente para o centro de Roma. Todo o complexo foi demolido na década de 1920 e no seu lugar foi construído o Palazzo dell'INA a Sallustiano, um projeto de Ugo Giovannozzi.

## História
Menos notável e menos rica que a vizinha e imponente Villa Ludovisi, da qual era separada pelo Vicolo di San Basilio, a Villa Massimo Colonna ficava bem ao lado do Palazzo Margherita, construído entre 1886 e 1890 por Gaetano Koch no local onde ficava o Casino Grande da Villa Ludovisi. A propriedade é visível em vários dos mapas antigos de Roma do século XVII — o de Goffredo van Schayck (1630), o de Antonio Tempesta (1593), o de Giovanni Giacomo De Rossi (1661-62) e o de Giovanni Bleau (1663) — e nos do século XVIII, gravados por Giovanni Battista Falda (1756) e Giovanni Battista Nolli (1748). A villa é documentada também numa planimetria do pontificado do papa Pio VII (r. 1819-1822).
A porteira, que se abria numa travessa do Vicolo, a Salita di San Basilio, era visível a partir da Piazza Barberini. Do "tridente" de vias que partem da praça (além da Via di San Basilio, a Via di San Nicola da Tolentino e a Via Barberini) se chegava, na época, a uma região repleta de campos e colinas e ocupado por villas suburbanas pertencentes às famílias mais ilustres da cidade: Borghese (Villa Borghese), Ludovisi (Villa Ludovisi), Bonaparte (Villa Bonaparte), Massimo.
A Villa Massimo Colonna pertencia a Maria Boncompagni Ludovisi in Massimo, que a deixou como herança a seu filho, Emilio Massimo, que, sem ter filhos, a passou para a sua filha Maria, casada com o príncipe Prospero Colonna di Paliano. Com a morte dela, Prospero a vendeu para o Istituto Nazionale delle Assicurazioni (INA), atual INA Assitalia, em 1923 por 7 650 000 liras. No local foi construído o Palazzo dell'INA a Sallustiano, atualmente parte do complexo da embaixada norte-americana na Itália. Durante a demolição não houve proteção alguma das autoridades competentes (não havia vínculo monumental) e foram ignorados os protestos de Gabriele D'Annunzio, que já havia denunciado a demolição das avenidas arborizadas da vizinha Villa Ludovisi. A área em que a vila ficava era a única ainda disponível na região e foi toda colocada à disposição de um novo projeto de urbanização renovada da capital. Apesar disto, dois dos três cedros seculares que ficavam na propriedade foram mantidos, cuja proteção foi solicitada por uma nota enviada pelo Ministério da Educação à INA em 25 de outubro de 1922.

## Descrição
O prédio contava com um piso nobre e mais um acima dele. Na fachada leste havia um prédio saliente e em forma de torre, atrás do qual se abria um pequeno e agradável jardim sombreado por palmeiras. A villa é representada em uma pintura anônima do século XIX preservada no Museo di Roma no Palazzo Braschi. A estrutura foi ampliada com a adição de um braço a oeste e de uma segunda torre acima do corpo central. Algumas janelas no segundo andar também foram alargadas na mesma época. Além disto, um pequeno edifício foi construído ao lado do portão de entrada. No século XIX foi adicionado um pórtico coberto por arquitraves que serviu como uma balaustrada separando o parque e com vista para a cidade. Ali os proprietários viviam principalmente nos quentes meses de verão, quando se podia desfrutar de uma posição elevada, isolada, sombreada e muito bem ventilada para amenizar o calor.